# Antun Bauer (Kunsthistoriker)
Antun Bauer (* 18. August 1911 in Vukovar; † 9. April 2000 in Zagreb) war ein jugoslawischer Kunsthistoriker, Sammler und Museologe.
Bauer besuchte die Elementarschule in Vukovar und das Gymnasium in Osijek, er promovierte 1935 an der Universität Wien. Von 1936 bis 1945 war er als Assistent und Dozent an der Universität Zagreb tätig.
1937 gründete Bauer die Zagreber Glyptothek (mit Abgüssen antiker Skulpturen). Von 1952 bis 1968 leitete er das Schulmuseum in Zagreb und 1964 gründete er das „Muzejski dokumentacioni centar“ (Museumsdokumentationszentrum) in Zagreb, das er bis 1976 leitete.
1949 und 1951 organisierte er neben weiteren Ausstellungen die Ausstellung zur jugoslawischen Kunst des Mittelalters in Paris und Zagreb. Als eines seiner Hauptverdienste gilt die Rettung der Reiterstatue vom Ban-Jelačić-Platz im Keller der Zagreber Glyptothek.